# Борисов, Павел Фёдорович
Павел Фёдорович Борисов — белорусский советский хозяйственный, государственный и политический деятель.

## Биография
Родился в 1907 году. Член ВКП(б).
С 1945 года — на хозяйственной, общественной и политической работе. В 1945—1964 гг. — начальник Брестского областного управления сельского хозяйства, председатель Исполнительного комитета Молодечненского областного Совета, член ЦК КП Беларуси, 1-й заместитель министра сельского хозяйства Белорусской ССР, начальник Главного управления совхозов СМ Белорусской ССР, заместитель министра производства и заготовок сельскохозяйственных продуктов Белорусской ССР.
Избирался депутатом Верховного Совета СССР 4-го созыва.